# Need for Speed: The Run
Need for Speed: The Run (укр. Жага швидкості: Втеча; відома також, як NFS: The Run) — відеогра, на момент свого анонсу вісімнадцята гра серії Need for Speed, розроблена EA Black Box та видана Electronic Arts. Дата виходу в Північній Америці 15 листопада 2011 року, в Росії та Австралії — 17 листопада 2011 року, в Європі — 18 листопада 2011 року та в Японії — 8 грудня 2011 року.

## Сюжетна лінія
Гра починається зі спроби вбивства Джека Рурка — головного героя шляхом спресованості. Він через свій скандальний характер загруз в боргах та винен купу грошей мафії. Вибравшись з преса, Джек викрадає білу Audi RS4. Джеку вдалося сховатися від мафіозі. Потім дія переходить в кав'ярню, де Джек дізнається від своєї подруги Саманти Харпер про масштабну гонку від Сан-Франциско до Нью-Йорка під назвою «The Run». У «The Run» беруть участь близько 200 гонщиків, а головний приз — 25 000 000 доларів. Джек розуміє, що ця гонка його єдина надія на порятунок. Джеку надають невеликий вибір автомобілів. Вибравши машину, а цей вибір запропоновано гравцеві, Джек їде на перший заїзд «The Run». Повільно, але впевнено, Джек залишає за собою багато міст США та просувається до першого місця в «The Run». Незабаром він дізнався, що йому треба дістатися до Лас-Вегаса в список перших 150 гонщиків. Переганяючи суперників, Джек у «Лас-Вегаса» зустрічає «Міллу Бєлову» та «Ніккі». Вони встигли перехитрити його та першими в'їхали в Лас-Вегас, залишивши Джека позаду них. Але все-таки йому вдається дістатися до перших 150. Головним противником Джека є Маркус Блеквел. Маркус з багатої чиказької родини, його дядько є главою мафії. У Нью-Йорку йде «битва» між Джеком та Маркусом, але згодом автомобіль Маркуса розбивається. Джек перемагає в «The Run» і він повертається додому, в Бруклін.

## Геймплей
У «The Run» гравці беруть участь в гонці, що проводиться нелегально та на якій поставлені високі ставки. Для участі в гонці потрібно заплатити 250 тисяч доларів. Гонка стартує в Сан-Франциско й закінчується в Нью-Йорку, і проходитиме через міста Лас-Вегас, Денвер, Чикаго, Клівленд та інші. У грі відсутній поділ гонок на спринт, дрифт та т. д. Вся гонка складається з 10 етапів, в кожному з яких доведеться відігравати позиції в інших гонщиків. Крім того, в грі залишається режим «Контрольна точка», який майже не зазнав змін, і, так звані, «Битви», в яких гравець бореться за місця з найсильнішими гонщиками. Всього в The Run беруть участь 211 гонщиків, включаючи головного героя. Починаючи в Сан-Франциско на останній позиції, гравець поступово доходить до вершини в Нью-Йорку. Переможець отримує 25 000 000 доларів. Також в грі присутній режим повтору з останньої контрольної точки. Він автоматично відправляє на останню контрольну точку, якщо гравець розбився, поїхав в іншу сторону або був заарештований. Також гравець може ввімкнути його сам. Кількість повторів обмежена. Якщо всі будуть витрачені, то тоді настане кінець гри й гонку (етап) доведеться починати проходити спочатку. Ще в грі присутній на деяких етапах режим QTE, в якому потрібно натискати необхідні клавіші щоб просуватися по сюжету в сцені (наприклад тікати від поліцейського по вулиці або відривати скотч від керма в зоні з пресом).

## Розробка
З часу виходу Need for Speed: Undercover, Black Box працювала над цією частиною серії, продовжуючи розгортати дії навколо геймплея вуличних гонок з попередніх ігор Black Box. Ця гра має розширені можливості для розробки, щоб дати розробникам шанс створити гру, яка «дійсно могла б вийти за рамки жанру». Підтверджено, що в грі будуть використані вигадані сюжет та персонажі.
Розробники використовують рушій гри Frostbite Engine 2, який використовується також в грі Battlefield 3  Компанії EA Digital Illusions CE. На кінцевій стадії розробки операційна система Windows XP була виключена зі списку підтримуваних операційних систем, що надалі призвело до втрати значної частини ігрової аудиторії.

## Список автомобілів

### Стандартне видання
- 2009 Aston Martin One-77
- 2007 Aston Martin V12 Vantage
- 1987 Audi Quattro 20V
- 2009 Audi R8 5.2 FSI quattro
- 2008 Audi RS4
- 2011 BMW 1-series M Coupe
- 2008 BMW M3 GTS (E92)
- 1990 BMW M3 (E30) Sport Evolution
- 2010 Team NFS BMW Z4 GT3 (лише для VIP користувачів)
- 1969 Chevrolet Camaro SS
- 2011 Chevrolet Corvette Z06 Carbon Limited Edition
- 1970 Chevrolet El Camino
- 1971 Dodge Challenger R/T
- 2008 Dodge Challenger SRT8
- 2007 Dodge Charger SRT8
- 2010 Ford Focus
- 2005 Ford GT
- 1969 Ford Mustang Boss 302
- 2011 Ford Mustang Boss 302
- 2010 Ford Mustang RTR
- 2010 Team NFS Ford Mustang RTR-X
- 2010 Ford Taurus SHO Interceptor
- 2009 Lamborghini Gallardo LP550-2 Valentino Balboni
- 1971 Lamborghini Miura SV
- 2010 Lamborghini Murcielago LP670-4 SV
- 2010 Lamborghini Sesto Elemento Concept
- 2010 Lotus Evora
- 2009 Lotus Exige Cup 260
- 2008 Mazda MX-5
- 2000 Mazda RX-7 RZ (FD3S)
- 1995 McLaren F1
- 2010 McLaren MP4-12C
- 2010 Mercedes-Benz SLS AMG
- 2008 Mitsubishi Lancer Evolution
- 1995 Nissan 200SX (S14)
- 2009 Nissan 370Z (Z34)
- 2010 Nissan GT-R (R35)
- 2010 Nissan GT-R SpecV (R35)
- 1971 Nissan Fairlady 240ZG
- 1992 Nissan Skyline GT-R (R32)
- 1971 Nissan Skyline 2000 GT-R (KPGC-10)
- 2011 Pagani Huayra
- 2010 Pagani Zonda
- 1978 Pontiac Firebird Formula
- 1996 Porsche 911 GT2 (993)
- 2011 Porsche 911 GT3 RS 4.0 (997)
- 2011 Porsche 918 RSR Concept
- 2008 Renault Mégane R. S.
- 1965 Shelby Cobra Daytona Coupe
- 2010 Shelby GT500 Super Snake
- 2010 Subaru Impreza
- 1986 Toyota Corolla GT-S (AE86) i
- 1998 Toyota Supra
- 1976 Volkswagen Golf Mk1 GTI
- 2009 Volkswagen Scirocco R

### Ексклюзивні автомобілі
- 2010 Chevrolet Camaro ZL1 (Limited Edition)
- 2011 Razor's Ford Mustang Boss 302 (Предзаказ Limited Edition)
- 2011 Lamborghini Aventador (Limited Edition)
- 2011 Underground Edition Nissan 370Z (Z34) (Предзаказ Limited Edition)
- 2011 Underground Edition Nissan Skyline GT-R (R32) (Предзаказ Limited Edition)
- 2011 Most Wanted Edition BMW M3 GTS (E92) (Предзаказ Limited Edition)
- 2012 Porsche 911 Carrera S (991) (Limited Edition)

### Ексклюзивні автомобілі для PlayStation 3
- 1986 Lamborghini Countach LP5000 QV
- 2003 Porsche Carrera GT
- 2010 Lexus LF-A
- 2010 Bugatti Veyron 16.4
- 2010 Gumpert Apollo S
- 2010 Hennessey Venom GT
- 2011 Koenigsegg Agera R